# Championnat d'Asie masculin de basket-ball 1971
Navigation
Thaïlande 1969 Philippines 1973
Le championnat d'Asie de basket-ball 1971 est la sixième édition du championnat d'Asie des nations. Elle s'est déroulée du 30 octobre au 10 novembre 1971 à Tokyo au Japon.

## Classement final
| Position | Équipe       | Bilan |
| -------- | ------------ | ----- |
| 1        | Japon        | 8v-0d |
| 2        | Philippines  | 7v-1d |
| 3        | Corée du Sud | 6v-2d |
| 4        | Taïwan       | 5v-3d |
| 5        | Malaisie     | 4v-4d |
| 6        | Inde         | 3v-5d |
| 7        | Thaïlande    | 2v-6d |
| 8        | Singapour    | 1v-7d |
| 9        | Hong Kong    | 0v-8d |